# Ворони (фільм)
«Ворони» (швед. Korparna) — шведський драматичний фільм 2017 року, поставлений режисером Єнсом Ассуром за однойменним романом Томаса Баннергеда 2011 року. Фільм був номінований у 7-ми категоріях на здобуття шведської національної кінопремії «Золотий жук» 2018 року. У травня 2018 року фільм брав участь в міжнародній конкурсній програмі 47-го Київського міжнародного кінофестивалю «Молодість» .

## Сюжет
1970-ті роки, Швеція. Працьовитий фермер Аґне щодня бореться із суворими реаліями існування, сподіваючись, що його син-підліток Клас успадкує ферму і продовжить його справу. Сам же Клас мріє про світ, далекий від сільського життя. Ця виразно знята, потужна історія дорослішання змальовує заплутану павутину сорому, провини, божевілля і юнацьких мрій.

## У ролях
| • Рейне Бринолфссон | … | Аґне       |
| • Пітер Далле       | … | Кристер    |
| • Марія Гайсканен   | … | Ґард       |
| • Якоб Нордстрем    | … | Клаус      |
| • Сага Самуельсон   | … | Вероніка   |
| • Єнс Йорн Споттаг  | … | Карстен    |
| • Роджер Сторм      | … | Алвар      |
| • Єста Вікланд      | … | Горан      |
| • Макс Вобора       | … | Пелле Була |

## Знімальна група
- Автор сценарію — Єнс Ассур за романом Томаса Баннергеда «Ворони» (швед. Korparna) (2011)
- Режисер-постановник — Єнс Ассур
- Продюсер — Єнс Ассур, Ян Марнелль, Перссон Том
- Лінійний продюсер — Серина Бйорнбом
- Співпродюсер — Томас Ескільссон
- Оператор — Йонас Аларик
- Композитор — Петер фон Поель
- Монтаж — Оса Моссберг
- Художник-постановник — Ульріка фон Вегезак
- Художник з костюмів — Міа Андерссон, Марія Фельдін
- Артдиректор — Фріда Хоас

## Нагороди та номінації
| Список нагород та номінацій               | Список нагород та номінацій | Список нагород та номінацій                        | Список нагород та номінацій | Список нагород та номінацій | Список нагород та номінацій |
| Кінофестиваль/Кінопремія                  | Рік                         | Категорія                                          | Номінант(и)                 | Результат                   | Дж                          |
| ----------------------------------------- | --------------------------- | -------------------------------------------------- | --------------------------- | --------------------------- | --------------------------- |
| Міжнародний кінофестиваль у Салоніках     | 2017                        | Золотий Александр                                  | Ворони                      | Перемога                    |                             |
| Тбіліський міжнародний кінофестиваль      | 2017                        | Золотий Прометей за найкращий фільм                | Ворони                      | Перемога                    |                             |
| Вільнюський міжнародний кінофестиваль     | 2018                        | Премія Нова Європа — Нові імена за найкращий фільм | Ворони                      | Номінація                   |                             |
| Міжнародний кінофестиваль у Сан-Франциско | 2018                        | Премія Золоті ворота новому режисерові             | Єнс Ассур                   | Номінація                   |                             |
| Премія «Золотий жук»                      | 2018                        | Найкращий фільм                                    | Ворони                      | Номінація                   |                             |
| Премія «Золотий жук»                      | 2018                        | Найкращий актор                                    | Рейне Бринолфссон           | Номінація                   |                             |
| Премія «Золотий жук»                      | 2018                        | Найкраща акторка другого плану                     | Марія Гайсканен             | Номінація                   |                             |
| Премія «Золотий жук»                      | 2018                        | Найкращий оператор                                 | Йонас Аларик                | Номінація                   |                             |
| Премія «Золотий жук»                      | 2018                        | Найкращий звук                                     | Маттіас Еклунд              | Номінація                   |                             |
| Премія «Золотий жук»                      | 2018                        | Найкраща музика до фільму                          | Петер фон Поель             | Перемога                    |                             |
| Премія «Золотий жук»                      | 2018                        | Найкращі візуальні ефекти                          | Тор-Бйорн Олссон            | Номінація                   |                             |
| 47-й Київський МКФ «Молодість»            | 2018                        | Гран-прі «Скіфський олень»                         | Ворони                      | Номінація                   | [ 3 ]                       |